# متساوي الأقدام عملاق
متساوي الأقدام العملاق هو جنس من القشريات لينة الدرقة ينتمي إلى فصيلة الآيزوبودات (نوع من السرطانات المدرَّعة غريبة المظهر)، ويضم نحو 20 نوعاً يعتقد أنها تسكن المياه البريدة العميقة في مناطق عديدة من العالم، منها المحيط الأطلسي والهادئ والهندي.